# Какімжан
Какімжа́н (каз. Кәкімжан) — село у складі Саркандського району Жетисуської області Казахстану. Входить до складу Бакалинського сільського округу.
У радянські часи село називалося Агарту.
Населення — 220 осіб (2021; 194 у 2009, 275 у 1999, 330 у 1989).